# Jurłowka (obwód uljanowski)
Jurłowka (ros. Юрловка) – wieś (sieło) w Rosji, w obwodzie uljanowskim, w rejonie bazarnosyzgańskim. W 2021 liczyła 269 mieszkańców.